# Misjevsko
Misjevsko (Bulgaars: Мишевско) is een dorp in Bulgarije. Zij is gelegen in de gemeente Dzjebel in de oblast Kardzjali. Het dorp ligt hemelsbreed 17 km ten zuidwesten van Kardzjali en 204 km ten zuidoosten van de hoofdstad Sofia.

## Geschiedenis
In 2012 werd het voormalige dorp Modren bij het dorp gevoegd.

## Bevolking
In de eerste volkstelling van 1934 registreerde het dorp 830 inwoners. Dit aantal groeide tot een officiële hoogtepunt van 1138 inwoners in 1965. Sindsdien, en met name in de periode 1985-1992, loopt het inwonersaantal in een rap tempo terug. Op 31 december 2020 telde het dorp 343 inwoners.
Van de 323 inwoners reageerden er 289 op de optionele volkstelling van 2011. Van deze 289 respondenten identificeerden 287 personen zichzelf als Bulgaarse Turken (99,3%), terwijl 2 personen ondefinieerbaar waren.
| Etnische samenstelling van de respondenten (2011) | Etnische samenstelling van de respondenten (2011) | Etnische samenstelling van de respondenten (2011) | Etnische samenstelling van de respondenten (2011) | Etnische samenstelling van de respondenten (2011) |
| ------------------------------------------------- | ------------------------------------------------- | ------------------------------------------------- | ------------------------------------------------- | ------------------------------------------------- |
|                                                   |                                                   |                                                   |                                                   |                                                   |
| Bulgaren                                          | Bulgaren                                          |                                                   | 0,0%                                              | 0,0%                                              |
| Turken                                            | Turken                                            |                                                   | 99,3%                                             | 99,3%                                             |
| Roma                                              | Roma                                              |                                                   | 0,0%                                              | 0,0%                                              |
| Anders/Onbekend                                   | Anders/Onbekend                                   |                                                   | 0,7%                                              | 0,7%                                              |

Van de 323 inwoners in februari 2011 werden geteld, waren er 42 jonger dan 15 jaar oud (13%), gevolgd door 221 personen tussen de 15-64 jaar oud (68,4%) en 60 personen van 65 jaar of ouder (18,6%).
Albantsi - Brezjana - Dobrintsi - Doesjinkovo - Dzjebel  - General Gesjevo - Ilijsko - Jamino - Kamenane - Kazatsite - Kontil - Kozitsa - Koeptsite - Lebed - Misjevsko - Mrezjitsjko -  Oestren - Ovtsjevo - Paprat - Plazisjte - Podvrach - Poljanets - Pototsje - Pripek - Rat - Ridino - Rogozari - Rogoztsje - Rozjdensko - Sipets - Skalina - Slantsjogled - Sofijtsi - Sjterna - Tarnovtsi - Teltsjarka - Tjoetjoentsje - Tsarkvitsa - Tsjakaltsi - Tsjeresjka - Tsvjatovo - Valkovitsj - Velikdentsje - Vodenitsjarsko - Zjalti Rid - Zjaltika - Zjeladovo